# حديث مدرج
المُدرج في سياق علم الحديث هو الكلام الذي أَدرَجه الراوي في سند أو متن الحديث وهو ليس منه، فيتوهم السامع أن هذا الكلام المُدرج من ضمن الحديث، بعبارة أخرى فالمُدرج هو أي كلام مذكور في ضمن الحديث ومتصلا به من غير فصل، وهو في الحقيقة ليس منه، والإدراج في اللغة جعل شيء في طي شيء آخر

## أنواع الحديث المُدرج

### حديث مُدرج السند
ذكر العلماء صورا للحديث المدرج السند منها:
- رواية الأسنانيد المختلفة بإسناد واحد: بأن يسمع الراوي حديثا عن جماعة بأسانيد مختلفة، ثم يرويه عنهم بإسناد واحد، ولا يبين اختلاف الأسانيد
  - مثله:

وقد أدرج جرير رواية عاصم بن ضمرة الموقوفة على علي ، مع رواية الحارث الأعور المرفعة إلى النبي ﷺ، وعُرف ذلك لأن أبا داود ذكر أن رواة آخرون مثل شعبة وسفيان وغيرهما رووا هذا الحديث عن أبي إسحاق عن عاصم عن علي  موقوفا ولم يرفعوه إلى النبي ﷺ، وأكد ذلك الدارقطني بقوله أن الصواب وقف الحديث على علي .
- أن يجمع الراوي بين متنين بسندين مختلفين في متن بسند واحد: وذلك أن يكون جزءا من المتن مروي بسند، وجزءا آخر مروي بسند آخر، فيروي الراوي جزئي المتن معا بسند واحد
  - مثله:

فقوله «ولا تناقسو» مدرج في هذا الحديث بهذا السند، وإنما هو من حديث آخر:
- الإداراج بسبب عارض طارئ: كأن يشرع الراوي في رواية إسناد حديث، ثم يعرض له عارض، فيقول كلاما من عند نفسه فيظنه بعض السامعين متن ذلك الإسناد، فيرويه به.
  - مثله:

وأصل هذا الحديث أن ثابت دخل على شريك وهو يُملي حديثا، فشرع شريك يقول: «حدثنا الأعمش عن أبي سفيان عن جابر قال: قال رسول الله ﷺ...»، وسكت شريك ليعطى المستملي وقتا ليكتب، ثم نظر شريك إلى ثابت وقال: «من كثرت صلاته بالليل حسن وجهه بالنهار». وكان يقصد بذلك ثابتا لزهده وورعه، فظن ثابت أن هذا متن ذلك الإسناد، فكان يحدث به، وقد عده بعض العلماء حديثا موضوعا، وعده ابن الصلاح شبه الوضع، وعده الحافظ ابن حجر من المدرج، وهو أولى لأن معنى الإدراج فيه أظهر.

### حديث مُدرج المتن
وهو أي كلام من كلام الرواي يقوله ضمن متن الحديث موصولا به، لأن الراوي يقول كلاما يريد أن يستدل عليه بالحديث، فيأتي به بلا فصل بين كلامه وبين الحديث، فيتوهم السامع أن كل ما قيل هو من الحديث، والإدراج في المتن قد يقع في أول الحديث، أو وسطه، أو آخره (وهو الأكثر)، وغالبا ما يكون الإدراج في المتن لتفسير عبارة في الحديث، أو استنباطا لحكم منه ظنه السامع جزءا من الحديث فأدرجه فيه.
- مثل المدرج في أوله:

لكن الحديث لما رُوي من طريق آخر:
فبينت الرواية الثانية أن «أسبغوا الوضوء» من قول أبي هريرة وأنها أُدرجت في الرواية الأولى.
- مثل المدرج في وسطه:

فجملة «وهو التعبد» مُدرجة في الحديث، لأنها من كلام ابن شهاب الزهري تفسيرا لكلمة «يتحنث».
- مثل المدرج في آخره:

فزهير بن معاوية أدرج قول عبد الله بن مسعود: «إذا قلت هذا أو قضيت هذا فقد قضيت صلاتك، إن شئت أن تقوم فقم، وإن شئت أن تقعد فاقعد» فرواه موصولا بالحديث المرفوع، ويوضح ذلك رواية البخاري للحديث من طريق عبد الله بن مسعود دون هذه الزيادة:

## معرفة الحديث المُدرج
لما كان الإدراج في الحديث يُدخل في الحديث ما ليس منه، فكان من المهم معرفته لئلا يختلط كلام النبي ﷺ بكلام من دونه، ومن وسائل معرفة الحديث المدرج:
- أن ترد رواية أخرى تَفْصِل الكلام المُدرج عن أصل الحديث
- أن ينص الرواي نفسه أو أحد من أئمة الحديث على موضع الإدارج
- أن يُعرف الإدراج من ظاهر سياق الحديث

ويُمكن الاستعانة بالكتب التي تناولت الأحاديث المدرجة مثل «الفصل للوصل المدرج في النقل» للخطيب البغدادي، «تقريب المنهج بترتيب المدرج» للحافظ ابن حجر و«المدرج إلى المدرج» السيوطي.

## حكم الحديث المدرج
الحديث المدرج من أنواع الحديث الضعيف، لأن الإدراج يُدْخِل في الحديث ما ليس منه، وهذا الكلام المُدرج حتى وإن كان صحيحا أحيانا بسبب وروده من طرق أخرى يصح بها، لكنه يُحكم عليه بالضعف في الرواية (السياق) الذي جاء مدرجا فيه، وقد يقع الإدراج عن تعمد من الراوي، وهو حرام بإجماع أهل الحديث والفقه، وقيل فيه أن من تعمد الإدراج فهو ساقط العدالة، محرف للكلم عن مواضعه، ملحق بالكذابين، واستُثنى من ذلك الإدراج الذي يكون لتفسير لفظ غريب، فإنه لا يُمنع، ويؤيد ذلك ما أدرجه أئمة الحديث كالزهري وغيره، وقد يقع الإدراج خطأ وسهوا فلا يؤاخذ عليه صاحبه، إلا إذا كثر إدراجه فإنه يكون حينئذ مجروحا في ضبطه.

## وصلات خارجية
- كتب الحديث في موقع الإسلام
- مكتبة مشكاة
- مكتبة صيد الفوائد
- لمحة عن تاريخ علم الحديث من إسلام أونلاين
- مكتبة الحديث النبوي الشريف
- الإحكام في الأحكام